# Manubalistă

Manubalistă (reconstituire)

Manubalista (în latină manuballista, din latină manus = mână + greacă ballein = a arunca = balistă de mână. În  greacă se numea și cheiroballistra) este un dispozitiv asemănător cu un arc mecanic (sau o arbaletă), confecționat din metal, capabil să proiecteze mănunchiuri de săgeți la mare depărtare. Acest tip de arme era echivalent cu artileria de azi. Manubalistele foloseau săgeți mai mari decât cele de arc și mai mici decât sulițele.
Manubalista a fost menționată de autori antici, ca Arrian în Tactica, 43.1.
Manubalista se compunea, în principal, din două inele circulare de platbandă de fier bătut cu ciocanul, reunite prin două bare drepte, fixate cu ajutorul unor nituri și așezate pe un suport de lemn.

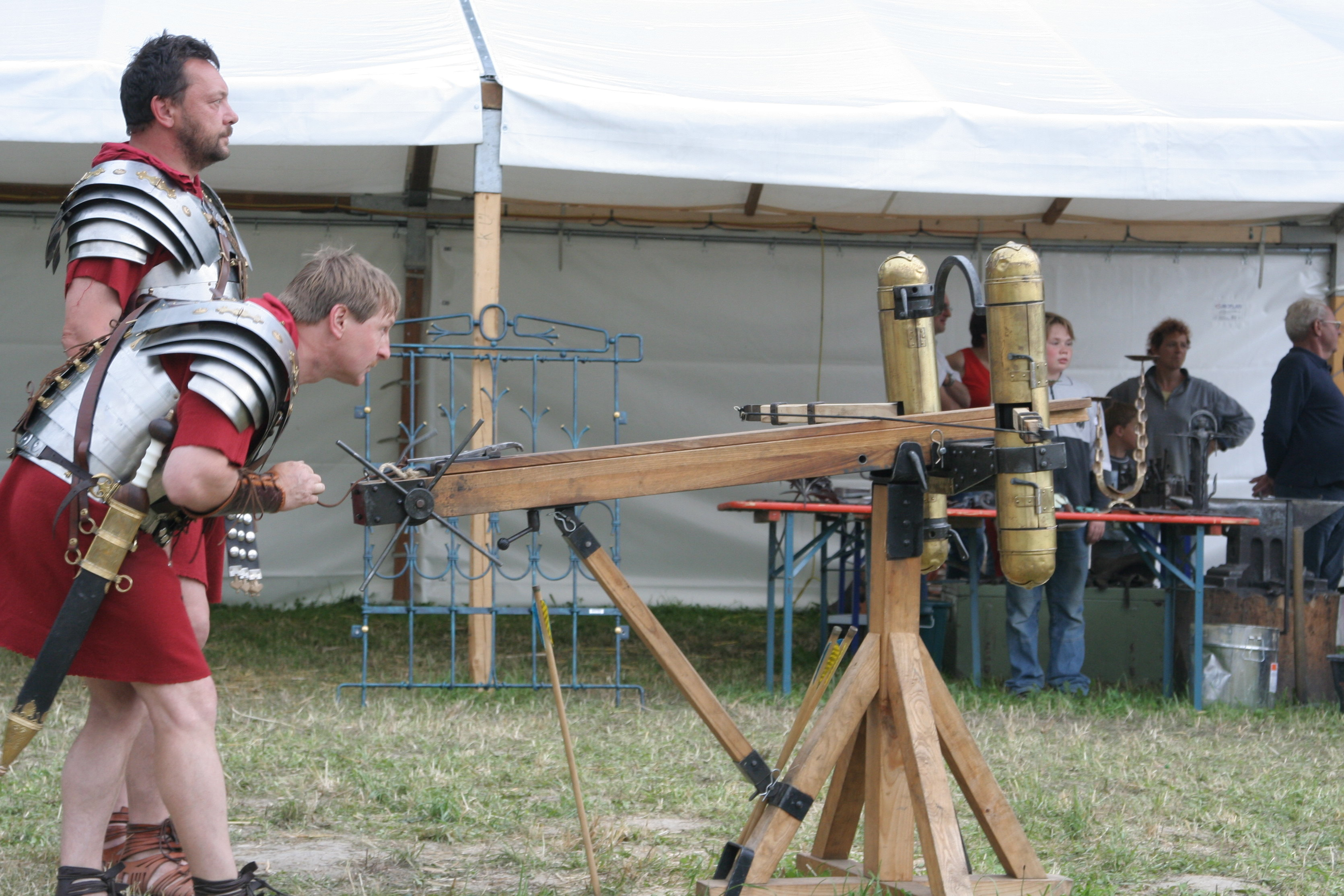
Recostrucţia unei cheiroballistra care se folosea în timpul împăratului Traian.

Pe teritoriul României au fost descoperite doar două baliste de acest fel, în localitățile Orșova și Gornea. Una dintre ele se află la Muzeul din Cluj, iar cealaltă la Muzeul de Istorie din București. Se presupune că aceste dispozitive datează din secolul IV după Cristos. Arma de la Cluj putea să proiecteze o săgeată cu o asemenea forță încât putea străpunge scutul de fier al adversarului de la o distanța de 800 de metri.